# جوزيف جودينهويز

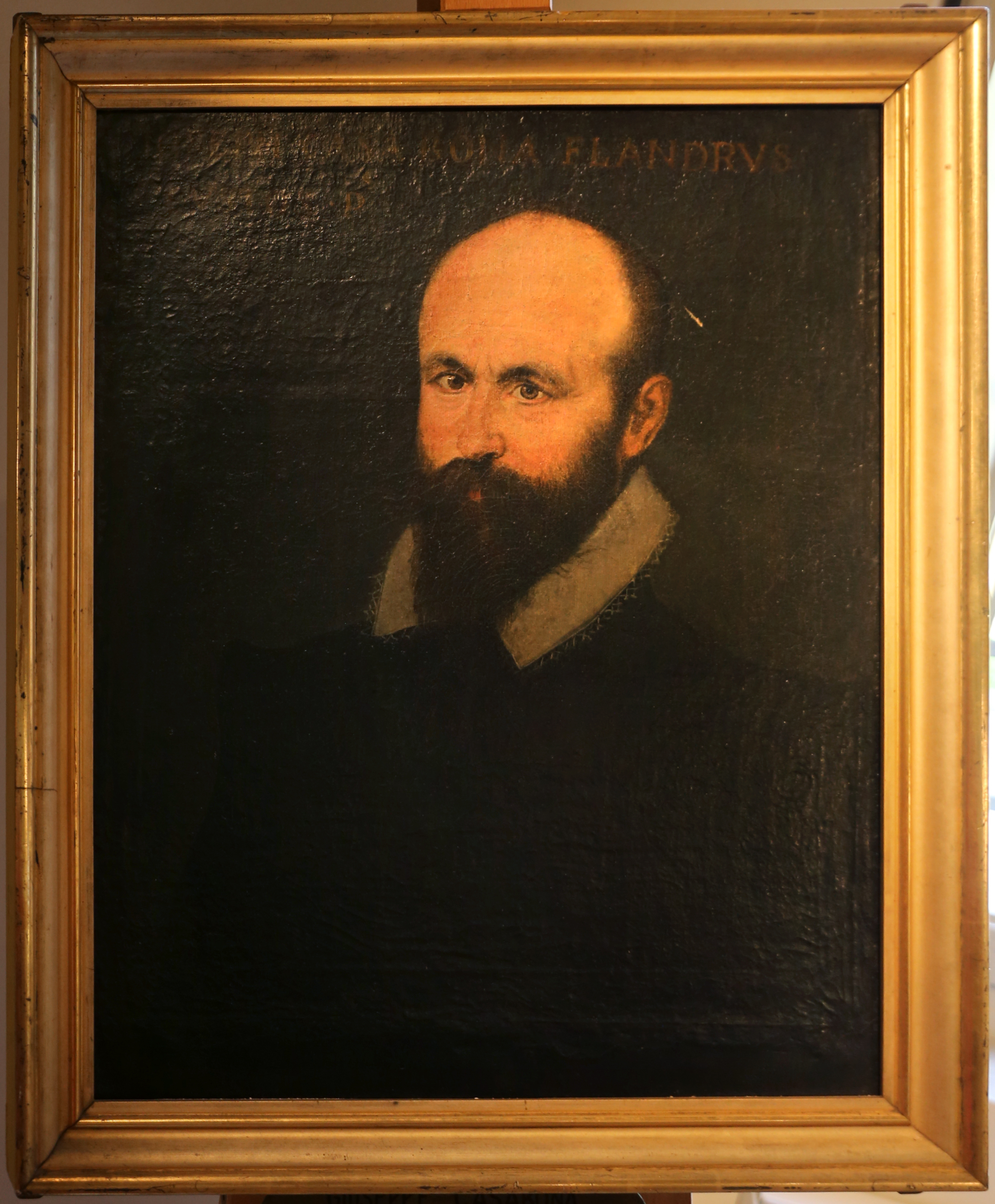
جوزيف جودينهويز

جوزيف جويدينهويز أو جويدينهويز (توفي في أواخر عام 1595) هو عالم نبات وعالم طبيعة فلمنكيًا، وكان ينشط في بلاط دوقية توسكانا الكبرى. كان معروفًا أيضًا بالاسم الإيطالي جوزيبي كاسابونا أو جوزيبي بينينكاسا 

## حياة
ولد جوزيف في فلاندرز، لا يعرف تاريخ ميلاده و لكن يرجح في منتصف القرن السادس عشر، لكنه سرعان ما انتقل إلى فلورنسا، عندما كان مراهقًا. نسبه وتعليمه غير معروفين ولكن لا يبدو أن هذا الأخير قد امتد إلى ما هو أبعد من طبيب الأعشاب. ربما دخل في خدمة نيكولو جادي حوالي عام 1570 - بنى حديقة نباتية كبيرة في أراضي قصره، حيث أعاد جودينهويز النباتات من ليفورنو ومونت بيسانو وبارجا. في عام 1578 أو ربما قبل ذلك، أدى تأثير جادي في البلاط إلى حصول جويدينهويز على دور في بلاط فرانشيسكو الأول، كأحد البستانيين في منزله جياردينو ديلي ستالي وجياردينو دي سيمبليسي والحديقة في كازينو دي سان ماركو الخاص به. .